# Villa Molin
 (signalé en mai 2025).
Si vous disposez d'ouvrages ou d'articles de référence ou si vous connaissez des sites web de qualité traitant du thème abordé ici, merci de compléter l'article en donnant les références utiles à sa vérifiabilité et en les liant à la section « Notes et références ».
- Archive Wikiwix
- Bing
- Cairn
- DuckDuckGo
- E. Universalis
- Gallica
- Google
- G. Books
- G. News
- G. Scholar
- Persée
- Qwant
- (zh) Baidu
- (ru) Yandex
- (wd) trouver des œuvres sur Wikidata

La villa Molin est une villa veneta située à Padoue, dans la localité de Mandria, conçue en 1597 par l'architecte vicentin Vincenzo Scamozzi (1548-1616), architecte, scénographe et écrivain travaillant à Vicence et dans la république de Venise, où il était la figure la plus importante entre Andrea Palladio et Baldassare Longhena.
Parmi ses œuvres les plus notables figurent les Procuratie Nuove de la Piazza San Marco à Venise, l'église de San Nicolò da Tolentino qui l'a rendu célèbre parmi les patriciens vénitiens, dont la famille Molin.
La villa se caractérise par un plan central carré et raffiné par l'élégant pronaos à colonnes ioniques qui surplombe le canal Battaglia.
Le plan de la villa montre une extraordinaire cohérence géométrique, basée sur le carré, qui détermine la forme à la fois de la villa et du hall central. La structure des volumes est particulièrement claire, articulée dans le corps de logis, la couverture émergeant du hall central et la loggia sur le fleuve. Cette dernière est une véritable pièce ouverte, une sorte de belvédère d'où l'on peut admirer l'extérieur, sans toutefois qu'il y ait des escaliers qui permettent de descendre. 

## Histoire
La villa a ses origines remontant à l'époque féodale : il semble que le château de La Mandria se soit élevé ici, construit en 905 par Gauslino Transalgardi sur les terres que sa famille possédait depuis 775. En 1183, l'empereur Frédéric Barberousse confirma les privilèges des Transalgardi à l'une de leurs branches, les Forzatè Capodilista.
Un document daté de 1470 atteste que Gabriele Capodilista a laissé à sa femme Romea une « Domus magna, cum corte horto, bruolo, gastaldia [...] in villa Mandria propte pontem altum ». Au milieu du siècle suivant, les Capodilista reconstruisirent l'église du village et, à l'occasion, la résidence elle-même.
Dans la même période, les Molin, patriciens vénitiens, ont commencé à acheter des propriétés à La Mandria souvent des Capodilista eux-mêmes. Dès 1550 ils déclarèrent la possession d'une « casa di muro e brolo per uso ».
En 1597, Nicolò Molin di Vincenzo, au sommet de sa carrière d'ambassadeur de la république de Venise, confie à l'architecte Vincenzo Scamozzi la conception d'une résidence de campagne digne de sa famille. Les besoins de travail et de représentation de la famille Molin nécessitaient une villa qui dominait le paysage et était en contact étroit avec la rivière. Pour rendre hommage à la renommée de la famille, l'architecte le plus prestigieux de l'époque de la ville de Venise a été choisi, précisément Vincenzo Scamozzi. Les travaux commencèrent dès la livraison du projet, mais en 1608 le maître d'oeuvre décéda subitement.
Le complexe revint alors aux Capodilista grâce au droit de préemption. En 1684, Sigismonda Capodilista laissa la villa à ses fils Naimero et Pio Conti, dont la famille resta jusqu'en 1768, date à laquelle Carlo Vincenzo Conti mourut. A cette occasion, le liquidateur Giovanni Belli a vendu la villa à Caterina Sagredo Barbarigo, mais Antonio Capodilista l'a achetée quelques années plus tard. Ainsi rendu à ses anciens propriétaires (à qui est due une restauration radicale achevée en 1777), il passa en 1778 par héritage aux Emo (appelés Emo Capodilista à la suite du mariage entre Leonardo Emo et Beatrice Capodilista).
Après 1812, la villa passa aux familles Pisani, Vanni, Dondi dall'Orologio. Au début des années 1890, le toit, la voûte centrale ornée de fresques et les dépendances extérieures telles que les enduits de marbre, la pierre et la statuaire ont fait l'objet d'une restauration conservatrice.
Une annexe passa à la place à la famille Giusti del Giardino qui la transforma en l'actuelle Villa Giusti. C'est ici que, le 3 novembre 1918, l'armistice de Villa Giusti a été signé après quelques jours de négociations tenues à la Villa Molin.
En 1955, la villa a été achetée par l'entrepreneur Iginio Kofler qui était responsable de nouveaux travaux de restauration.

## Description

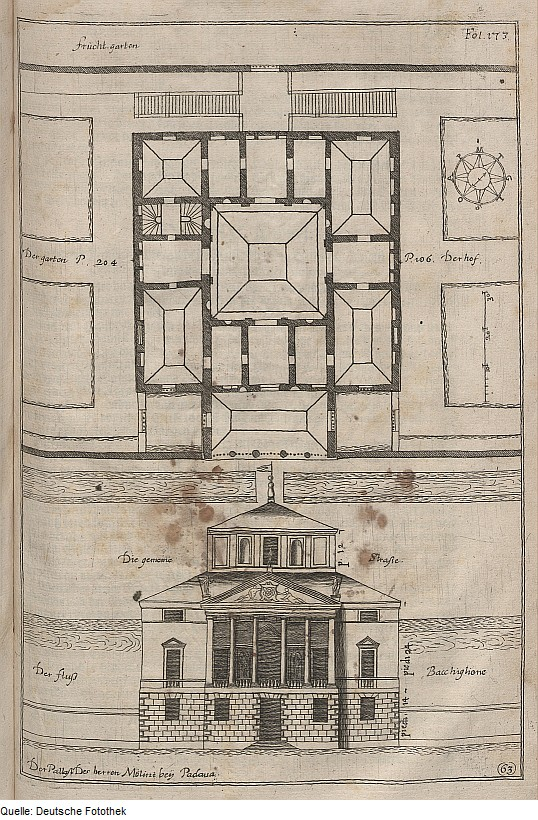
Le projet de Villa Molin tiré de L'Idée d'Architecture Universelle de Vincenzo Scamozzi

L'édifice respecte parfaitement, à l'exception de la position de l'escalier, ajouté au XIXe siècle, le projet représenté par Scamozzi dans son traité. La structure claire des volumes (corps de bâtiment, loggia et toiture émergente du hall central) sont les éléments caractéristiques de la villa.
La villa, en tant que résidence principale de la famille Molin, située dans un contexte suburbain, combine en fait des solutions consolidées dans l'architecture d'une villa avec d'autres plus proprement urbaines.
Le bâtiment donne directement sur les rives du canal Battaglia.
La loggia de la Villa Molin semble avoir été conçue à partir d'un exemple antique : comme dans la salle du portique d'Octavie, et contrairement aux loggias saillantes de la Villa Rotonda ou de la Villa Chiericati, les colonnes d'angle deviennent des piliers avec des entases accrochées aux parois latérales.
Contrairement à Palladio, pour qui les cours sont souvent des espaces vides par rapport à la conception des éléments bâtis ou de liaison entre les différents bâtiments, pour Scamozzi la cour est le centre de gravité physique et conceptuel du bâtiment, constamment carré, autour duquel  s'organise le plan d'étage. Dans le cas de la Villa Molin, elle se transforme en un vide exceptionnel à trois hauteurs, presque une cour couverte.
Inigo Jones, lors de son voyage de 1613-1614, visite la Villa Molin avec beaucoup d'intérêt. Il s'en souvenait encore en 1636 lorsque, dans une note aux Quattro Libri de Palladio, il évoqua la relation entre les colonnes sur piédestaux et les balustrades. En fait, il déclare s'inspirer de la Villa Molin pour les colonnes corinthiennes reposant sur le sol de la loggia, sans socle « comme je l'ai fait à Greenwich, dans la loggia vers le parc, et comme je l'ai vu à Ponte della Cagnia près Padoue dans une villa de Clarissimo Molin ». Cette solution a également été pratiquée dans de nombreuses « fabriques palladiennes » en Angleterre entre les XVIIe et XVIIIe siècles (pour en rester à quelques exemples rapportés dans le Vitruvius Britannicus : de Gunnersbury House et Amesbury House à Colin Campbell's Wanstead, puisqu'elle permet de surélever une loggia à l'ancienne sur un rez-de-chaussée de bonne taille comme l'exigent les besoins britanniques modernes.
John Soane dépeint la Villa Molin dans un dessin de 1780, en plus de lui beaucoup iront en Italie pour admirer les oeuvres d'art et se concentreront sur la production de Scamozzi.
La décoration picturale complexe de l'étage noble s'adapte à la disposition du bâtiment en suivant le chevauchement classique des commandes dans les colonnes peintes et dans les autres éléments architecturaux insérés.
La restauration de Kofler a mis en lumière les fresques originales, éliminant certaines décorations du XIXe siècle qui n'étaient pas conformes à la structure et à la vision originale de la villa.
Les fresques sont attribuées à Pietro Antonio Cerva (vers 1640-1683).

## Le parc

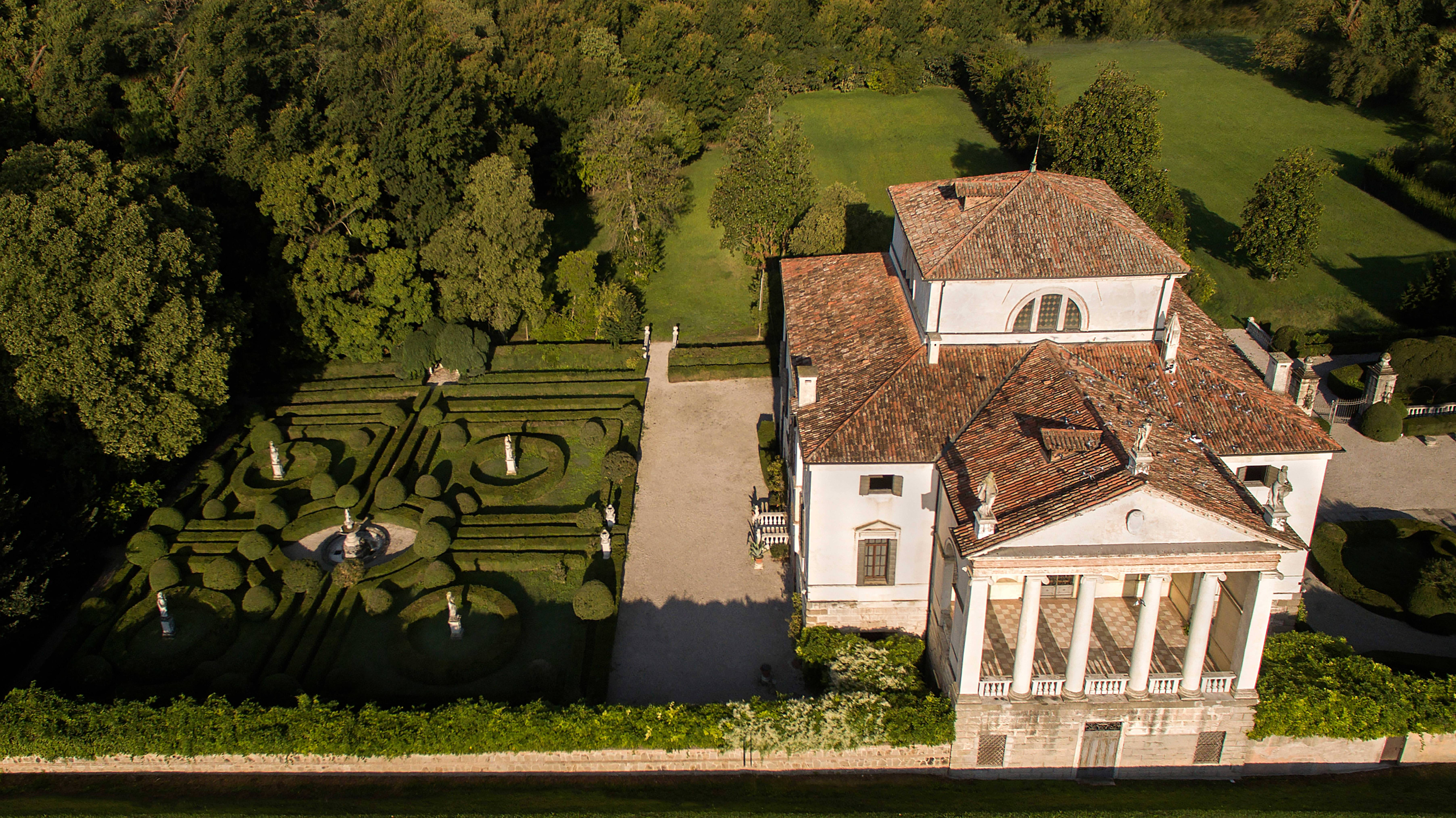
Vue aérienne de la Villa Molin

Considéré comme l'un des plus beaux parcs historiques, le jardin de la Villa Molin s'étend sur 3,3 hectares et est entouré d'une haute clôture.
Le jardin à l'italienne avec ses allées de buis et ses statues est basé sur le projet original de Vincenzo Scamozzi.
Le jardin romantique possède des plantes centenaires et à l'époque où la villa était habitée par Igino Kofler, elle disposait d'un court de tennis et de trois parcours de golf.

## Source de la traduction
- (it) Cet article est partiellement ou en totalité issu de l’article de Wikipédia en italien intitulé « Villa Molin » (voir la liste des auteurs).